# Dagobert I
Dagobert I (?, 603 – Épinay-sur-Seine, 19 januari 638 of 639) was koning der Franken van 629 tot 639. Hij was de oudste zoon van koning Chlotharius II.

## Onderkoning van Austrasië (623-629)
In 623 werd hij door zijn vader aangesteld als onderkoning in Austrasië en Pepijn van Landen werd benoemd tot hofmeier van de twintigjarige onderkoning. Hij was de eerste hofmeier van betekenis. Pepijn van Landen was een raadgever van Dagobert I, samen met de heilige Elooi of Eligius en de heilige Ouen. Zowel Eligius als Ouen volgden de Keltisch christelijke traditie.

## Koning der Franken (629-638/639)
Toen in 629 zijn vader, koning Chlotharius II, stierf, volgde Dagobert I zijn vader op als koning der Franken. In datzelfde jaar verloor Pepijn zijn functie als hofmeier en werd naar Orléans verbannen. Volgens de traditie was de kritiek van Pepijn op het overspel van Dagobert de aanleiding voor de verbanning. Tijdens zijn koningschap maakte hij Parijs hoofdstad van het Frankische rijk. Dagobert zocht samenwerking met keizer Heraclius van het Oost-Romeinse/Byzantijnse Rijk (ca. 630).
Dagoberts halfbroer Charibert II kreeg in 629 het deelrijk Aquitanië toevertrouwd, maar werd al in 632 vermoord (en zijn minderjarige zoon Chilperik van Aquitanië kort daarop ook). In datzelfde jaar (632) kwam ook de adel van Austrasië in opstand en Dagobert moest in 634 zijn toen amper driejarige zoon Sigibert III koning van Austrasië maken.
Dagobert was behoorlijk succesvol in het buitenlands beleid. De Oost-Romeinse keizer Heraclius had contact met hem opgenomen en, waarschijnlijk op Oost-Romeins/Byzantijns initiatief, vonden ook in het Merovingische rijk gedwongen dopen van joden plaats. Heraclius stuurde hem rond 630 ook een waardevol kruisrelikwie (het werd na 1789 vernietigd). In het zuidwesten voerde Dagobert een succesvolle campagne tegen de Basken in 636/37. Judicael, koning van de Bretoenen, onderwierp zich ook.
Dagobert I zou het castellum Trajectum (Utrecht) met een daar sinds 630 aanwezig, maar verwoest kerkje aan Kunibert de aartsbisschop van Keulen hebben geschonken, mits die voor de kerstening van de Friezen zou zorgen.

## Overlijden en opvolging

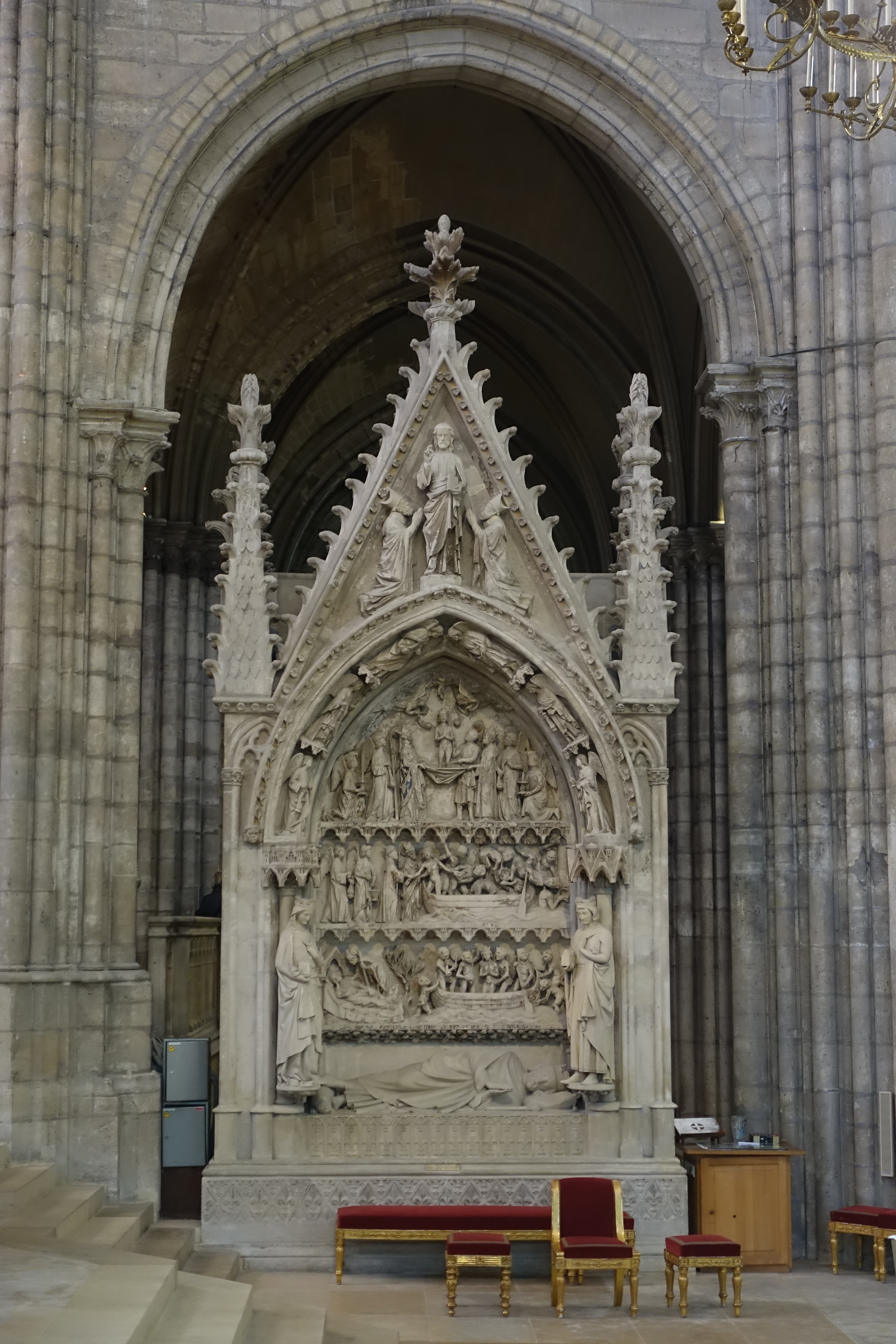
Grafmonument van Dagobert I in de basiliek van Saint-Denis

Toen Dagobert I op 19 januari 638 of 639 overleed, werd het Rijk definitief onder zijn twee zonen verdeeld en werd Pepijn van Landen wederom benoemd tot hofmeier. Pepijn stierf echter niet lang daarna (in 639 of 640). Zijn zonen Sigibert III (630-656) van Austrasië en Clovis II (634-657) van Neustrië zouden, mede door hun weinig energieke koningschap, bekend worden als de eerste van de reeks vadsige koningen. Dagobert I zelf ging de geschiedenis in als 'goede koning'.

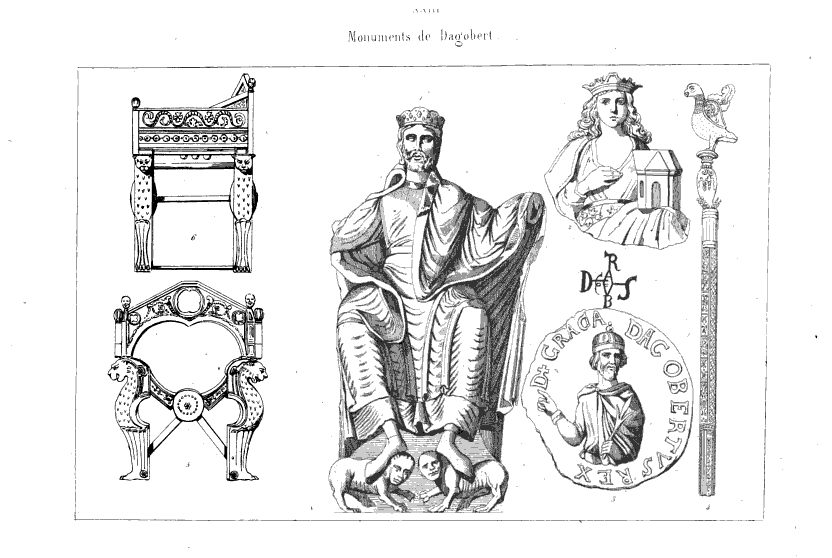
Abel Hugo – France historique et monumentale (1837)

## Trivia
Dagobert en Eligius leven voort in het kinderliedje Le bon roi Dagobert waarin de fouten van de koning steeds weer door Eligius gecorrigeerd worden, bijvoorbeeld als de koning zijn broek achterstevoren heeft aangetrokken.

## Voorouders
| Voorouders van Dagobert I | Voorouders van Dagobert I                      | Voorouders van Dagobert I                      | Voorouders van Dagobert I                      | Voorouders van Dagobert I                      | Voorouders van Dagobert I                      | Voorouders van Dagobert I                      | Voorouders van Dagobert I                      | Voorouders van Dagobert I                      |
| ------------------------- | ---------------------------------------------- | ---------------------------------------------- | ---------------------------------------------- | ---------------------------------------------- | ---------------------------------------------- | ---------------------------------------------- | ---------------------------------------------- | ---------------------------------------------- |
| Overgrootouders           | Chlotarius I (497-561) ∞ Aregonda (520-572/83) | Chlotarius I (497-561) ∞ Aregonda (520-572/83) | ? (-) ∞ ? (-)                                  | ? (-) ∞ ? (-)                                  | ? (–) ∞ ? (-)                                  | ? (–) ∞ ? (-)                                  | ?(–) ∞ ? (-)                                   | ?(–) ∞ ? (-)                                   |
| Grootouders               | Chilperik I (535-584) ∞ Fredegonde (545-597)   | Chilperik I (535-584) ∞ Fredegonde (545-597)   | Chilperik I (535-584) ∞ Fredegonde (545-597)   | Chilperik I (535-584) ∞ Fredegonde (545-597)   | ? (-) ∞ ? (-)                                  | ? (-) ∞ ? (-)                                  | ? (-) ∞ ? (-)                                  | ? (-) ∞ ? (-)                                  |
| Ouders                    | Chlotharius II (584-629) ∞ Bertrude (~590-618) | Chlotharius II (584-629) ∞ Bertrude (~590-618) | Chlotharius II (584-629) ∞ Bertrude (~590-618) | Chlotharius II (584-629) ∞ Bertrude (~590-618) | Chlotharius II (584-629) ∞ Bertrude (~590-618) | Chlotharius II (584-629) ∞ Bertrude (~590-618) | Chlotharius II (584-629) ∞ Bertrude (~590-618) | Chlotharius II (584-629) ∞ Bertrude (~590-618) |
| Dagobert I (584-629)      |                                                |                                                |                                                |                                                |                                                |                                                |                                                |                                                |